# آشفته (ترانه)
آشفته (به انگلیسی: Frantic) آهنگ آغازین آلبوم خشم مقدس و دومین تک‌آهنگی از گروه هوی‌متال آمریکایی، متالیکا، می‌باشد که در سال ۲۰۰۳ توسط کمپانی الکترا منتشر شده‌است. مانند سایر ترانه‌های آلبوم خشم مقدس؛ این آهنگ نیز دربارهٔ مبارزه‌های پیشین گروه با اعتیاد به ویژه مشکلات الکی خواننده و ریتم گیتاریست گروه، جیمز آلن هتفیلد که چند ماهی را در دوران توانبخشی برای مبارزه با ترک الکل سپری می‌کرد.

## چارت
| چارت (۲۰۰۳)                                     | بهترین جایگاه |
| ----------------------------------------------- | ------------- |
| جدول تک‌آهنگ‌های بریتانیا                         | ۱۶            |
| ایالات متحده بیلبورد Hot Mainstream Rock Tracks | ۲۱            |
| ایالات متحده بیلبورد ترانه‌های مدرن داغ راک      | ۲۲            |